# Specjacja chemiczna
Specjacja chemiczna – występowanie w badanym obiekcie tego samego pierwiastka chemicznego w różnych postaciach, różniących się własnościami fizykochemicznymi i działaniem fizjologicznym.
Analiza specjacyjna to dział analizy chemicznej poświęcony badaniu specjacji w próbkach:
- badanie materiałów naturalnych (surowców mineralnych i biologicznych),
- badanie materiałów technicznych (np. katalizatorów),
- diagnostyka medyczna,
- badanie żywności – bromatologia.